# زاغی خاوری
زاغی خاوری (نام علمی: Pica sericea) نام یک گونه از سرده کشکرک است.